# Juan Ferrer (1463-1521)
Juan Ferrer, llamado en Francia Jean Ferrier, (Tárrega, 7 de julio de 1463 - Marsella, 17 de enero de 1521) fue un eclesiástico español, obispo de Melfi y de Arles. 

## Biografía
Perteneciente a la familia de Vicente Ferrer, doctor en decretos y vinculado a los Borgia, fue arcediano de la catedral de Lérida, camarero del papa Alejandro VI, que en 1498 le nombró obispo de Melfi en sustitución de Juan de Borgia. 
Enviado por el papa, el año siguiente ofició como su embajador para conseguir la paz entre los reyes Luis XII de Francia y Fernando II de Aragón, enfrentados en la primera guerra italiana.  Por recomendación del francés, en 1499 fue nombrado arzobispo de Arles.
Muerto en Marsella en 1521 a los 57 años de edad, fue sepultado en la Iglesia de San Trófimo de Arles. Le sucedió en el obispado su sobrino del mismo nombre, que había sido su coadjutor desde 1518.